# Nordische Skispiele der OPA 2015
Die 31. Nordischen Skispiele der OPA 2015 fanden am 21. und 22. Februar 2015 im österreichischen Seefeld sowie am 28. Februar und 1. März 2015 im slowenischen Rogla statt. Die Wettbewerbe im Skispringen und in der Nordischen Kombination wurden auf der Toni-Seelos-Olympiaschanze (K68) ausgetragen. Die Wettbewerbe im Skilanglauf fanden auf den Loipen um Rogla statt.

## Medaillenspiegel
| Platz | Land        | Gold | Silber | Bronze | Gesamt |
| ----- | ----------- | ---- | ------ | ------ | ------ |
| 1     | Deutschland | 6    | 5      | 3      | 14     |
| 2     | Österreich  | 4    | 5      | 2      | 11     |
| 3     | Italien     | 1    | 0      | 1      | 2      |
| 4     | Frankreich  | 0    | 1      | 3      | 4      |
| 5     | Slowenien   | 0    | 2      | 0      | 2      |

### Sportler
| Platz | Sportler(in)          | Land | Gold | Silber | Bronze | Gesamt |
| ----- | --------------------- | ---- | ---- | ------ | ------ | ------ |
| 1     | Luisa Görlich         | GER  | 2    | 0      | 0      | 2      |
|       | Willi Hengelhaupt     | GER  | 2    | 0      | 0      | 2      |
|       | Clemens Leitner       | AUT  | 2    | 0      | 0      | 2      |
| 4     | Michael Falkensteiner | AUT  | 1    | 1      | 0      | 2      |
|       | Agnes Reisch          | GER  | 1    | 1      | 0      | 2      |
| 6     | Lisa Eder             | AUT  | 1    | 0      | 1      | 2      |
|       | Henriette Kraus       | GER  | 1    | 0      | 1      | 2      |
| 8     | Benedikt Hahne        | GER  | 1    | 0      | 0      | 1      |
|       | Tim Kopp              | GER  | 1    | 0      | 0      | 1      |
|       | Luis Lehnert          | GER  | 1    | 0      | 0      | 1      |
|       | Lara Malsiner         | ITA  | 1    | 0      | 0      | 1      |
|       | Justin Moczarski      | GER  | 1    | 0      | 0      | 1      |
|       | Timna Moser           | AUT  | 1    | 0      | 0      | 1      |
|       | Max Schmalnauer       | AUT  | 1    | 0      | 0      | 1      |
|       | Constantin Schnurr    | GER  | 1    | 0      | 0      | 1      |
|       | Mika Schwann          | AUT  | 1    | 0      | 0      | 1      |
| 17    | Samuel Mraz           | AUT  | 0    | 2      | 0      | 2      |
| 18    | Linda Grabner         | AUT  | 0    | 1      | 1      | 2      |
| 19    | Anna Berktold         | GER  | 0    | 1      | 0      | 1      |
|       | Tine Bogataj          | SLO  | 0    | 1      | 0      | 1      |
|       | Florian Dagn          | AUT  | 0    | 1      | 0      | 1      |
|       | Katra Komar           | SLO  | 0    | 1      | 0      | 1      |
|       | Nika Križnar          | SLO  | 0    | 1      | 0      | 1      |
|       | Jan Kus               | SLO  | 0    | 1      | 0      | 1      |
|       | Philipp Kuttin        | AUT  | 0    | 1      | 0      | 1      |
|       | Kristjan Lesnik       | SLO  | 0    | 1      | 0      | 1      |
|       | Océane Paillard       | FRA  | 0    | 1      | 0      | 1      |
|       | Daniel Rieder         | AUT  | 0    | 1      | 0      | 1      |
|       | Luca Roth             | GER  | 0    | 1      | 0      | 1      |
|       | Anita Seretinek       | SLO  | 0    | 1      | 0      | 1      |
|       | Nick Siegemund        | GER  | 0    | 1      | 0      | 1      |
|       | Timi Zajc             | SLO  | 0    | 1      | 0      | 1      |
| 33    | Cedrik Weigel         | GER  | 0    | 0      | 2      | 2      |
|       | Lilian Vaxelaire      | FRA  | 0    | 0      | 2      | 2      |
| 35    | Mathis Contamine      | FRA  | 0    | 0      | 1      | 1      |
|       | Katharina Ellmauer    | AUT  | 0    | 0      | 1      | 1      |
|       | Yann Laheurte         | FRA  | 0    | 0      | 1      | 1      |
|       | Arantxa Lancho        | GER  | 0    | 0      | 1      | 1      |
|       | Axel Mayländer        | GER  | 0    | 0      | 1      | 1      |
|       | Lisa Moreschini       | ITA  | 0    | 0      | 1      | 1      |
|       | Thomas Rettenegger    | AUT  | 0    | 0      | 1      | 1      |
|       | Theo Rochat           | FRA  | 0    | 0      | 1      | 1      |
|       | Richard Schultheiß    | GER  | 0    | 0      | 1      | 1      |
|       | Jonathan Siegel       | GER  | 0    | 0      | 1      | 1      |
|       | Edgar Vallet          | FRA  | 0    | 0      | 1      | 1      |

## Nordische Kombination Jungen

### Schüler (4 km)
| Platz | Sportler            | Land | Weite    | Punkte | Rückstand      | Endzeit     |
| ----- | ------------------- | ---- | -------- | ------ | -------------- | ----------- |
| 01    | Luis Lehnert        | GER  | 0 77,0 m | 135,1  | 0:00 min (1.)  | 10:02,0 min |
| 02    | Nick Siegemund      | GER  | 0 72,0 m | 121,1  | 0:42 min (2.)  | 10:35,6 min |
| 03    | Thomas Rettenegger  | AUT  | 0 71,0 m | 119,2  | 0:48 min (3.)  | 10:49,8 min |
| 04    | Edgar Vallet        | FRA  | 0 71,5 m | 116,9  | 0:55 min (5.)  | 10:53,4 min |
| 05    | Fabian Hinterberger | AUT  | 0 72,0 m | 118,6  | 0:50 min (4.)  | 10:56,3 min |
| 06    | Peter Frank         | GER  | 0 71,5 m | 115,4  | 0:59 min (7.)  | 11:17,6 min |
| 07    | Maël Tyrode         | FRA  | 0 68,0 m | 105,5  | 1:29 min (10.) | 11:30,5 min |
| 08    | Luca Schönherr      | GER  | 0 64,5 m | 102,1  | 1:39 min (14.) | 11:36,7 min |
| 09    | Julian Ketterer     | GER  | 0 67,0 m | 108,1  | 1:21 min (9.)  | 11:38,8 min |
| 10    | Domenico Mariotti   | ITA  | 0 66,0 m | 105,2  | 1:30 min (11.) | 11:44,4 min |

Datum: 21. Februar 2015

Es waren 32 Schüler am Start und kamen in die Wertung

### Jugend (6 km)
| Platz | Sportler           | Land | Weite    | Punkte | Rückstand      | Endzeit     |
| ----- | ------------------ | ---- | -------- | ------ | -------------- | ----------- |
| 01    | Willi Hengelhaupt  | GER  | 0 76,5 m | 129,9  | 0:17 min (2.)  | 14:40,5 min |
| 02    | Samuel Mraz        | AUT  | 0 72,5 m | 124,8  | 0:37 min (9.)  | 14:51,7 min |
| 03    | Lilian Vaxelaire   | FRA  | 0 73,5 m | 125,7  | 0:34 min (6.)  | 14:52,7 min |
| 04    | Constantin Schnurr | GER  | 0 74,5 m | 125,1  | 0:36 min (7.)  | 14:53,1 min |
| 05    | Tim Kopp           | GER  | 0 74,0 m | 128,4  | 0:23 min (4.)  | 14:58,4 min |
| 06    | Simon Hüttel       | GER  | 0 77,0 m | 134,1  | 0:00 min (1.)  | 15:03,5 min |
| 07    | Justin Moczarski   | GER  | 0 70,0 m | 115,3  | 1:15 min (16.) | 15:10,7 min |
| 08    | Vid Vrhovnik       | SLO  | 0 73,5 m | 127,2  | 0:28 min (5.)  | 15:22,4 min |
| 09    | Denis Parolari     | ITA  | 0 70,0 m | 116,8  | 1:09 min (15.) | 15:27,4 min |
| 10    | Daniel Rieder      | AUT  | 0 71,0 m | 117,7  | 1:06 min (14.) | 15:31,7 min |

Datum: 21. Februar 2015

Es waren 30 Junioren am Start und kamen in die Wertung.

### Team (4 × 3,3 km)
| Platz | Sportler                                                             | Land    | Einzelpunkte                                   | Punkte | Laufzeiten | Endzeit     |
| ----- | -------------------------------------------------------------------- | ------- | ---------------------------------------------- | ------ | ---------- | ----------- |
| 01    | Tim Kopp Willi Hengelhaupt Constantin Schnurr Justin Moczarski       | GER I   | 126,9 (3.) 121,7 (4.) 130,8 (2.) 120,9 (3.)    | 500,3  |            | 34:24,6 min |
| 02    | Philipp Kuttin Daniel Rieder Florian Dagn Samuel Mraz                | AUT I   | 101,6 (11.) 130,3 (2.) 132,0 (1.) 109,6 (6.)   | 473,5  |            | 35:53,6 min |
| 03    | Yann Laheurte Edgar Vallet Theo Rochat Lilian Vaxelaire              | FRA I   | 112,2 (7.) 137,1 (1.) 110,3 (6.) 122,1 (2.)    | 481,7  |            | 35:57,4 min |
| 04    | Aaron Kostner Gabriele Zambelli Denis Parolari Giulio Bezzi          | ITA I   | 112,2 (7.) 123,7 (5.) 106,9 (8.) 117,9 (5.)    | 460,7  |            | 36:32,5 min |
| 05    | Simon Hüttel Benedikt Schwaiger Luis Lehnert Nick Siegemund          | GER II  | 123,3 (1.) 117,9 (3.) 123,5 (3.) 117,3 (6.)    | 482,0  |            | 34:49,5 min |
| 06    | Mika Vermeulen Alexander Schuster Dominik Terzer Daniel Neudorfer    | AUT II  | 097,0 (10.) 113,4 (5.) 128,1 (2.) 113,6 (5.)   | 452,1  |            | 37:11,9 min |
| 07    | Vid Vrhovnik Urban Klinc Matevz Malovrh Jaka Matko                   | SLO     | 119,2 (4.) 113,4 (5.) 132,2 (1.) 110,4 (8.)    | 475,2  |            | 37:57,0 min |
| 08    | Luca Schönherr Julian Ketterer Peter Frank David Mach                | GER III | 108,6 (7.) 111,7 (7.) 112,2 (7.) 103,5 (7.)    | 436,0  |            | 39:55,9 min |
| 09    | Florian Hinterberger Martin Pojer Fabio Obermeyer Thomas Rettenegger | AUT III | 112,1 (10.) 103,0 (10.) 088,3 (12.) 099,9 (9.) | 403,3  |            | 40:29,0 min |
| 10    | Dominik Klapf Gregor Pisecker Florian Fuschelberger Thomas Hirscher  | AUT IV  | 095,3 (11.) 103,5 (7.) 125,5 (4.) 117,5 (4.)   | 441,8  |            | 41:54,4 min |

Datum: 22. Februar 2015

Es waren 15 Teams am Start und kamen in die Wertung.

## Nordische Kombination Mädchen

### Schülerinnen (4 km)
| Platz | Sportler          | Land | Weite    | Punkte | Rückstand     | Endzeit     |
| ----- | ----------------- | ---- | -------- | ------ | ------------- | ----------- |
| 01    | Lisa Eder         | AUT  | 0 68,0 m | 108,0  | 0:00 min (1.) | 12:26,0 min |
| 02    | Oceane Paillard   | FRA  | 0 60,0 m | 0 87,8 | 1:01 min (2.) | 14:02,0 min |
| 03    | Lisa Moreschini   | ITA  | 0 47,5 m | 0 51,8 | 2:49 min (8.) | 14:07,3 min |
| 04    | Sarah Rieder      | AUT  | 0 57,0 m | 0 75,6 | 1:37 min (4.) | 14:59,9 min |
| 05    | Maja Drnovec      | SLO  | 0 59,0 m | 0 83,4 | 1:14 min (3.) | 15:22,0 min |
| 06    | Jerneja Brecl     | SLO  | 0 53,0 m | 0 66,0 | 2:06 min (5.) | 15:27,3 min |
| 07    | Josephine Pagnier | FRA  | 0 49,5 m | 0 57,1 | 2:33 min (7.) | 16:32,8 min |

Datum: 21. Februar 2015

Es waren acht Schülerinnen am Start, davon kamen sieben in die Wertung.

### Jugend (4 km)
| Platz | Sportler      | Land | Weite    | Punkte | Rückstand     | Endzeit     |
| ----- | ------------- | ---- | -------- | ------ | ------------- | ----------- |
| 01    | Timna Moser   | AUT  | 0 60,0 m | 0 89,3 | 0:00 min (1.) | 11:12,6 min |
| 02    | Anna Berktold | GER  | 0 55,5 m | 0 75,0 | 0:43 min (2.) | 13:05,4 min |

Datum: 21. Februar 2015

Es waren zwei Juniorinnen am Start und kamen in die Wertung.

## Skispringen Jungen

### Schüler
| Platz | Sportler         | Land | Weite 1  | Weite 2  | Punkte |
| ----- | ---------------- | ---- | -------- | -------- | ------ |
| 01    | Benedikt Hahne   | GER  | 0 74,5 m | 0 74,5 m | 256,2  |
| 02    | Luca Roth        | GER  | 0 74,0 m | 0 72,5 m | 243,7  |
| 03    | Mathis Contamine | FRA  | 0 67,5 m | 0 76,5 m | 242,2  |
| 04    | Timi Zajc        | SLO  | 0 69,0 m | 0 72,0 m | 238,0  |
| 05    | Noah Widhölzl    | AUT  | 0 70,0 m | 0 72,0 m | 237,6  |
| 06    | Matija Vidic     | SLO  | 0 70,5 m | 0 71,0 m | 237,4  |
| 07    | Lennart Weigel   | GER  | 0 71,0 m | 0 70,0 m | 234,5  |
| 08    | Peter Resinger   | AUT  | 0 71,5 m | 0 69,5 m | 233,5  |
| 09    | Jonathan Learoyd | FRA  | 0 67,5 m | 0 72,5 m | 233,1  |
| 10    | Josef Ritzer     | AUT  | 0 71,0 m | 0 68,0 m | 231,7  |
| 10    | Dominik Schwei   | AUT  | 0 67,5 m | 0 71,5 m | 231,7  |

Datum: 21. Februar 2015

Es waren 37 Schüler am Start und kamen in die Wertung.

### Junioren
| Platz | Sportler              | Land | Weite 1  | Weite 2  | Punkte |
| ----- | --------------------- | ---- | -------- | -------- | ------ |
| 01    | Clemens Leitner       | AUT  | 0 73,5 m | 0 74,5 m | 256,8  |
| 02    | Michael Falkensteiner | AUT  | 0 72,0 m | 0 73,0 m | 246,6  |
| 03    | Cedrik Weigel         | GER  | 0 74,5 m | 0 68,5 m | 239,8  |
| 04    | Tine Bogataj          | SLO  | 0 71,5 m | 0 69,5 m | 235,0  |
| 05    | Axel Mayänder         | GER  | 0 68,5 m | 0 71,5 m | 234,6  |
| 06    | Jan Kus               | SLO  | 0 71,5 m | 0 70,0 m | 233,7  |
| 07    | Richard Schultheiß    | GER  | 0 70,5 m | 0 69,0 m | 232,9  |
| 08    | Jonathan Siegel       | GER  | 0 69,5 m | 0 69,5 m | 230,2  |
| 09    | Kristjan Lesnik       | SLO  | 0 68,0 m | 0 70,5 m | 230,0  |
| 10    | Mika Schwann          | AUT  | 0 71,5 m | 0 67,0 m | 229,5  |

Datum: 21. Februar 2015

Es waren 31 Junioren am Start und kamen in die Wertung.

### Team
| Platz | Sportler                                                                 | Land    | Weite 1                             | Weite 2                             | Punkte  |
| ----- | ------------------------------------------------------------------------ | ------- | ----------------------------------- | ----------------------------------- | ------- |
| 01    | Mika Schwann Michael Falkensteiner Max Schmalnauer Clemens Leitner       | AUT I   | 0 72,5 m 0 74,0 m 0 73,0 m 0 72,0 m | 0 69,5 m 0 74,5 m 0 74,0 m 0 78,0 m | 1008,9  |
| 02    | Tine Bogataj Timi Zajc Kristjan Lesnik Jan Kus                           | SLO I   | 0 74,5 m 0 74,5 m 0 74,0 m 0 70,0 m | 0 72,0 m 0 74,5 m 0 74,0 m 0 72,5 m | 1008,8  |
| 03    | Jonathan Siegel Richard Schultheiß Cedrik Weigel Axel Mayländer          | GER I   | 0 73,5 m 0 68,0 m 0 70,5 m 0 69,0 m | 0 68,0 m 0 68,0 m 0 74,0 m 0 72,5 m | 0 946,3 |
| 04    | Constantin Schmid Luca Roth Benedikt Hahne Adrian Sell                   | GER II  | 0 65,5 m 0 66,0 m 0 74,5 m 0 73,5 m | 0 70,0 m 0 68,5 m 0 73,0 m 0 73,0 m | 0 942,0 |
| 05    | Jan Hörl Julian Wienerroither Florian Mittendorfer Josef Dirnbauer       | AUT II  | 0 69,0 m 0 65,5 m 0 69,5 m 0 68,0 m | 0 74,5 m 0 67,5 m 0 71,0 m 0 70,5 m | 0 924,1 |
| 06    | Jonathan Learoyd Tim Bernoud Hugo Toux Mathis Contamine                  | FRA I   | 0 68,0 m 0 62,5 m 0 68,5 m 0 69,0 m | 0 67,5 m 0 66,5 m 0 66,0 m 0 70,0 m | 0 873,6 |
| 07    | Benjamin Prestel Max Goller Philipp Raimund Lennart Weigel               | GER III | 0 63,0 m 0 69,0 m 0 68,0 m 0 67,0 m | 0 66,0 m 0 70,0 m 0 64,5 m 0 67,0 m | 0 863,7 |
| 08    | Jan Mihevc Nejc Toporis Matija Vidic Urban Rogelj                        | SLO II  | 0 66,0 m 0 67,0 m 0 64,5 m 0 68,0 m | 0 69,0 m 0 65,5 m 0 64,0 m 0 70,5 m | 0 850,2 |
| 09    | Dominik Schwei Josef Ritzer Noah Widhölzl Peter Resinger                 | AUT III | 0 65,0 m 0 66,0 m 0 66,0 m 0 70,5 m | 0 60,5 m 0 67,5 m 0 63,0 m 0 70,0 m | 0 845,8 |
| 10    | Sebastian Novak Julian Wackernell Lukas Wakolbinger Francesco Bonaccorso | AUT IV  | 0 63,5 m 0 66,0 m 0 59,0 m 0 65,0 m | 0 61,5 m 0 69,0 m 0 58,0 m 0 67,0 m | 0 789,5 |

Datum: 22. Februar 2015

Es waren 17 Teams am Start und kamen in die Wertung.

## Skispringen Mädchen

### Schülerinnen
| Platz | Sportler           | Land | Weite 1 | Weite 2 | Punkte |
| ----- | ------------------ | ---- | ------- | ------- | ------ |
| 01    | Lara Malsiner      | ITA  | 067,5 m | 073,0 m | 232,8  |
| 02    | Linda Grabner      | AUT  | 068,5 m | 064,0 m | 121,1  |
| 03    | Arantxa Lancho     | GER  | 066,5 m | 066,0 m | 211,6  |
| 04    | Lisa Eder          | AUT  | 068,0 m | 062,5 m | 203,3  |
| 05    | Katharina Ellmauer | AUT  | 065,5 m | 061,0 m | 195,2  |
| 06    | Nika Križnar       | SLO  | 060,5 m | 057,5 m | 173,8  |
| 07    | Katra Komar        | SLO  | 057,5 m | 062,5 m | 173,1  |
| 08    | Sarah Rieder       | AUT  | 057,0 m | 063,0 m | 172,1  |
| 09    | Océane Paillard    | FRA  | 060,0 m | 057,5 m | 169,1  |
| 10    | Lucile Morat       | FRA  | 055,0 m | 060,0 m | 164,6  |

Datum: 21. Februar 2015

Es waren 23 Schülerinnen am Start und kamen in die Wertung.

### Juniorinnen
| Platz | Sportler            | Land | Weite 1  | Weite 2  | Punkte |
| ----- | ------------------- | ---- | -------- | -------- | ------ |
| 01    | Luisa Görlich       | GER  | 0 69,5 m | 0 71,5 m | 230,5  |
| 02    | Agnes Reisch        | GER  | 0 65,5 m | 0 66,0 m | 205,7  |
| 03    | Henriette Kraus     | GER  | 0 62,0 m | 0 64,0 m | 196,0  |
| 04    | Anita Seretinek     | SLO  | 0 61,0 m | 0 64,0 m | 188,6  |
| 05    | Julia Huber         | AUT  | 0 59,5 m | 0 60,0 m | 177,9  |
| 06    | Timna Moser         | AUT  | 0 60,0 m | 0 59,5 m | 176,4  |
| 07    | Sophia Görlich      | GER  | 0 63,0 m | 0 56,0 m | 174,2  |
| 08    | Johanna Haselwanter | AUT  | 0 58,0 m | 0 55,0 m | 156,8  |
| 09    | Anna Berktold       | GER  | 0 55,0 m | 0 53,5 m | 143,2  |
| 10    | Katharina Radlegger | AUT  | 0 48,5 m | 0 45,5 m | 111,2  |

Datum: 21. Februar 2015

Es waren zehn Juniorinnen am Start und kamen in die Wertung.

### Team
| Platz | Sportler                                           | Land      | Weite 1                    | Weite 2                    | Punkte |
| ----- | -------------------------------------------------- | --------- | -------------------------- | -------------------------- | ------ |
| 01    | Agnes Reisch Henriette Kraus Luisa Görlich         | GER I     | 0 74,0 m 0 68,0 m 0 76,5 m | 0 70,0 m 0 59,5 m 0 67,0 m | 667,8  |
| 02    | Nika Križnar Katra Komar Anita Seretinek           | SLO I     | 0 71,5 m 0 67,5 m 0 67,0 m | 0 67,0 m 0 64,0 m 0 61,5 m | 628,7  |
| 03    | Katharina Ellmauer Lisa Eder Linda Grabner         | AUT I     | 0 71,5 m 0 66,0 m 0 67,5 m | 0 65,0 m 0 61,0 m 0 61,5 m | 613,3  |
| 04    | Anna Berktold Sophia Görlich Arantxa Lancho        | GER II    | 0 58,0 m 0 65,5 m 0 66,0 m | 0 58,5 m 0 62,0 m 0 64,0 m | 566,4  |
| 05    | Lucile Morat Romane Dieu Océane Paillard           | FRA       | 0 62,5 m 0 63,0 m 0 61,0 m | 0 64,0 m 0 53,5 m 0 60,0 m | 537,9  |
| 06    | Sarah Rieder Timna Moser Julia Huber               | AUT II    | 0 70,0 m 0 63,5 m 0 63,0 m | 0 49,5 m 0 53,5 m 0 60,0 m | 536,9  |
| 07    | Elena Gruber Sophie Mair Johanna Haselwanter       | AUT III   | 0 60,0 m 0 63,5 m 0 57,5 m | 0 60,0 m 0 59,5 m 0 51,0 m | 503,4  |
| 08    | Lisa Moreschini Alice Puntel Lara Malsiner         | ITA       | 0 44,5 m 0 58,5 m 0 72,0 m | 0 47,0 m 0 52,5 m 0 70,0 m | 477,6  |
| 09    | Jerneja Brecl Katja Markuta Maja Drnovec           | SLO II    | 0 61,0 m 0 55,0 m 0 56,0 m | 0 55,5 m 0 53,5 m 0 53,5 m | 452,6  |
| 10    | Marine Bressand Joséphine Pagnier Kaja Urbanja Coz | FRA / SLO | 0 54,0 m 0 51,5 m 0 46,0 m | 0 50,5 m 0 52,5 m 0 45,5 m | 362,3  |

Datum: 22. Februar 2015

Es waren zehn Teams am Start und kamen in die Wertung.